# Paul Bonhomme
Paul Bonhomme (* 22. September 1964) ist ein britischer Kunstflug- und Verkehrspilot. Mit drei Weltmeistertiteln (2009, 2010 und 2015) ist er der erfolgreichste Pilot der Red Bull Air Race Weltmeisterschaft, der schnellsten Motorsport-Rennserie der Welt. 2010 erhielt er die prestigeträchtige Segrave Trophy für besondere Leistungen auf dem Gebiet des Luftsports.

## Leben
Paul Bonhomme entstammt einer Familie von Flugenthusiasten. Sein Vater war ebenso Berufspilot wie sein Bruder, seine Mutter Flugbegleiterin. Im Alter von 16 Jahren verdingte sich Paul als so genannter Dogsbody (deutsch Mädchen für alles) am White Waltham Airfield in Berkshire, wo er Hangars aufräumte und Flugzeuge putzte und tankte. Seine erste Pilotenlizenz erhielt er im Alter von 18 Jahren. In weiterer Folge begann Bonhomme mit dem Kunstfliegen, indem er für Richard Goode Aerobatics die Modelle Pitts Special, Yak 50, Extra 300 und Suchoi Su-26 – die erste sowjetische, zivile Maschine von Suchoi – flog. In der kommerziellen Luftfahrt war er zunächst für eine kleine Fluggesellschaft in Cardiff tätig, mittlerweile fliegt er eine Boeing 747 für British Airways. Mit Stand 2010 hatte er insgesamt bereits 16.300 Flugstunden zu Buche stehen.

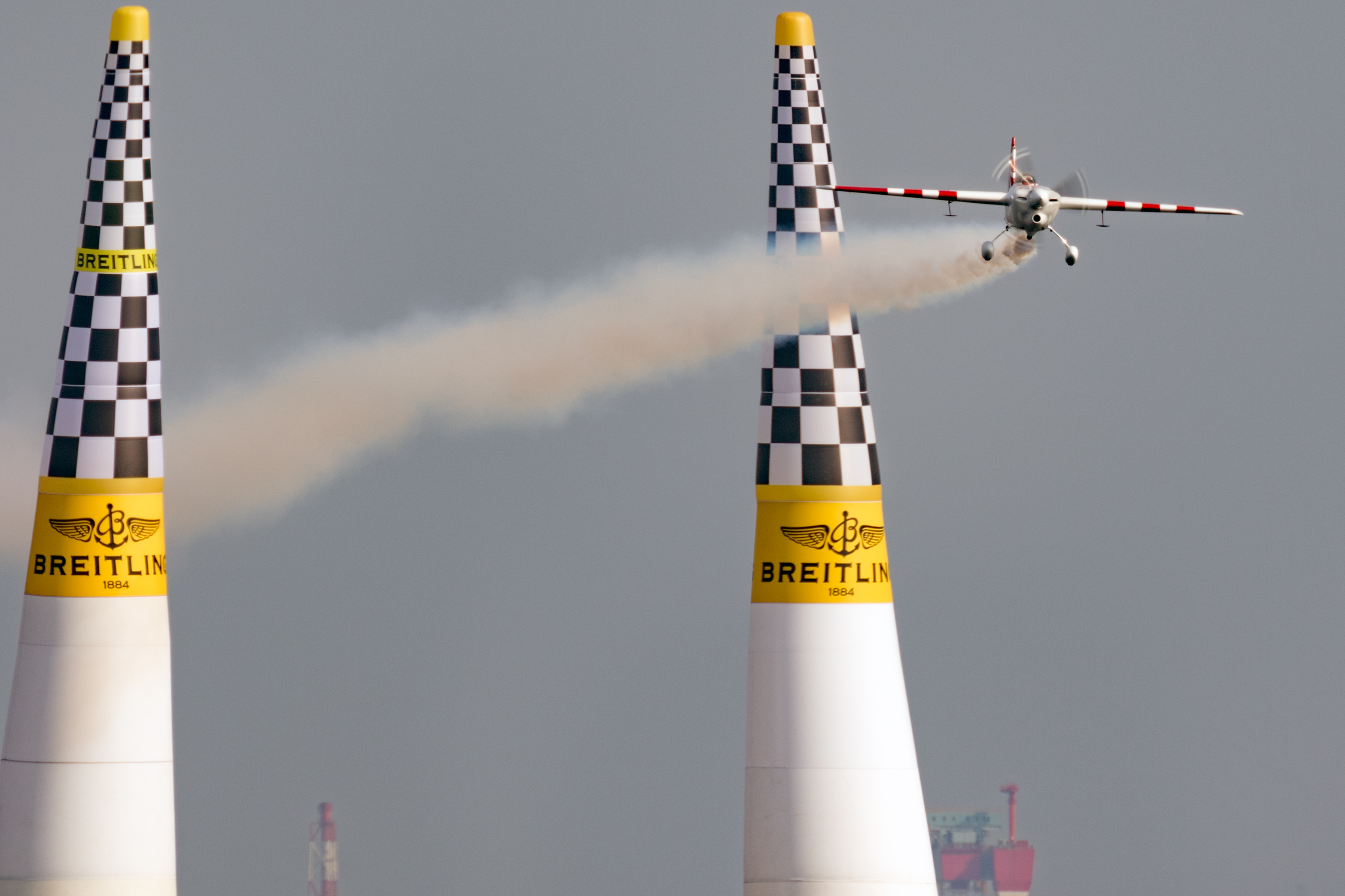
Paul Bonhomme beim Air Race in Chiba 2015

Größere Bekanntheit erlangte Paul Bonhomme als Pilot in der Red Bull Air Race Weltmeisterschaft, einer Formel-1-ähnlichen Weltmeisterschaft, bei der Kunstflieger ihre Kleinflugzeuge mit bis zu 400 Kilometer pro Stunde berührungsfrei durch einen Pylonenkurs steuern müssen. Bonhomme ist Eigentümer und Pilot des Team Bonhomme, zu dem ein Techniker, ein Team-Koordinator und ein Wissenschaftler mit Schwerpunkt Aerodynamik gehören. Als ultraleichtes, hochmodernes Fluggerät dient eine Zivko Edge 540. Nach seinem dritten Weltmeistertitel gab Bonhomme im Oktober 2015 seinen Rückzug aus der Weltmeisterschaft bekannt. Er begründete diese Entscheidung damit, sich wieder vermehrt der Familie und seinem Beruf als Airlinepilot widmen zu wollen. Mit 19 Karrieresiegen und insgesamt 46 Podiumsplatzierungen (in 66 Rennen) ist Paul Bonhomme der erfolgreichste Pilot des Air Race.
Am 28. Juni 2010 wurde Bonhomme mit der prestigeträchtigen Segrave Trophy ausgezeichnet. Dieser Preis wird seit 1930 an herausragende Briten in Automobilsport, Schifffahrt und Luftfahrt vergeben. Zu den bisherigen Preisträgern gehörten etwa Malcolm Campbell, Jackie Stewart oder Lewis Hamilton. Ben Cussons, Vorsitzender des Preiskomitees sagte Folgendes über Bonhommes Wahl: „Wir sind hocherfreut, Paul Bonhomme die Segrave Trophy für seine Errungenschaften in der Welt des Luftsports zu verleihen. Air Racing erfordert enorme Fähigkeiten und nur die besten Piloten der Welt sind in der Lage, sich in diesen anspruchsvollen Events zu messen – es ist wahrlich die Formel 1 in drei Dimensionen.“
Heute lebt Paul Bonhomme mit seiner Frau Laura, den drei gemeinsamen Töchtern und einem Stiefsohn in Cambridgeshire.

## Erfolge

### Red Bull Air Race Weltmeisterschaft

#### Rennsiege
| - 2006: Großbritannien (Longleat) - 2007: Brasilien (Rio de Janeiro) - 2007: Schweiz (Interlaken) - 2007: USA (San Diego) - 2008: Abu Dhabi - 2008: USA (San Diego) - 2008: Niederlande (Rotterdam) | - 2008: Australien (Perth) - 2009: Kanada (Windsor) - 2009: Portugal (Porto) - 2009: Spanien (Barcelona) - 2010: Abu Dhabi - 2010: USA (New York) - 2014: Abu Dhabi | - 2014: Großbritannien (Ascot) - 2015: Abu Dhabi - 2015: Japan (Chiba) - 2015: Großbritannien (Ascot) - 2015: USA (Fort Worth) |

#### Einzelergebnisse
| Jahr  | 1 | 2  | 3 | 4 | 5 | 6 | 7 | 8  | 9 | 10 | 11 | 12 | Punkte | Rang |
| ----- | - | -- | - | - | - | - | - | -- | - | -- | -- | -- | ------ | ---- |
| 2003* | 3 | NC |   |   |   |   |   |    |   |    |    |    | –      | NC   |
| 2004* | 6 | 7  | 6 |   |   |   |   |    |   |    |    |    | 2      | 8    |
| 2005  | 6 | 7  | 3 | 3 | 5 | 3 | 5 |    |   |    |    |    | 17     | 5    |
| 2006  | 7 | 8  | 6 | C | 2 | 2 | 1 | 3  | 2 |    |    |    | 26     | 4    |
| 2007  | 3 | 1  | 2 | 2 | C | 1 | 2 | 3  | 3 | 1  | C  | 5  | 47     | 2    |
| 2008  | 1 | 1  | 2 | C | 1 | 7 | 3 | 10 | C | 1  |    |    | 54     | 2    |
| 2009  | 2 | 2  | 1 | 2 | 1 | 1 |   |    |   |    |    |    | 67     | 1    |
| 2010  | 1 | 3  | 3 | 2 | 1 | 2 | C | C  |   |    |    |    | 64     | 1    |
| 2014  | 1 | 2  | 5 | 5 | 1 | 5 | C | 5  |   |    |    |    | 51     | 3    |
| 2015  | 1 | 1  | 8 | 2 | 1 | 2 | 1 | 2  |   |    |    |    | 76     | 1    |

* Die Saisons 2003 und 2004 wurden wegen zu wenigen ausgetragenen Rennen noch nicht als offizielle Weltmeisterschaften gewertet.
- NC: nicht klassiert (not classified)
- C: Rennen abgesagt (cancelled)

### Auszeichnungen
- Guild Sword of Honour (Ehrenschwert) der Guild of Air Pilots and Air Navigators 2010
- Segrave Trophy 2009